# الودی ناوار
الودی ناوار (فرانسوی: Élodie Navarre‎؛ زادهٔ ۲۱ ژانویهٔ ۱۹۷۹) هنرپیشه اهل کشور فرانسه است. از فیلم‌هایی که وی در آن نقش داشته است می‌توان به هنر عشق، اگه جرات داری دوستم داشته باش و پاریس می‌تواند منتظر بماند اشاره کرد.